# Herbert Plaschke
Herbert Plaschke (* 5. Oktober 1929 in Riegersdorf, Tschechoslowakei; † 2010) war ein deutscher Diplomat. Er war Botschafter der DDR in Ungarn und Rumänien.

## Leben
Plaschke wurde als Sohn des sudetendeutschen Maurers und späteren DDR-Staatsfunktionärs Ernst Plaschke (1906–1988) und von Emmi Plaschke (1908–1984) geboren. Er studierte Wirtschaftswissenschaften an der Friedrich-Schiller-Universität Jena. Anfang der 1950er Jahre war er Lektor des Parteikabinetts der SED-Bezirksleitung Berlin.
1955 trat Plaschke in den diplomatischen Dienst der DDR ein. Er war zunächst Mitarbeiter im Ministerium für Auswärtige Angelegenheiten der DDR (MfAA), dann ab 1957 Dritter Sekretär an der Botschaft der DDR in Bukarest. Von 1962 bis 1967 war er Leiter der 5. Europäischen Abteilung (Westeuropa) im MfAA. Von 1967 bis 1973 war er Botschafter in Budapest, von 1973 bis 1975 wirkte er als Leiter der Abteilung Parlamentarische und Kommunale Auslandsbeziehungen und von 1975 bis 1984 als Leiter der Abteilung Westeuropa im MfAA. Von November 1984 bis 1990 war er Botschafter in Bukarest. Am 23. Mai 1990 wurde er von der Regierung de Maizière als Botschafter abberufen und in den Vorruhestand verabschiedet. Ihm wurde die Berechtigung erteilt, den Rang eines Botschafters a. D. weiterzuführen.
Plaschke war Mitglied der SED. Er lebte zuletzt in Berlin und wurde, wie auch seine Frau Ingeburg (1929 – 2018),  in der Gräberanlage für Opfer des Faschismus und Verfolgte des Naziregimes auf dem Zentralfriedhof Friedrichsfelde beigesetzt.

## Schriften
- (zusammen mit Dieter Klein): Bonn – Paris. Achse der Monopole. Dietz, Berlin 1964.
- Die Hintergründe, Methoden und Ziele der gegenwärtigen Politik des deutschen Imperialismus gegenüber der Rumänischen Volksrepublik. Humboldt-Universität zu Berlin, Philosophische Fakultät, Dissertation vom 31. März 1965.

## Auszeichnungen
- Vaterländischer Verdienstorden in Bronze (1969), Silber (1979) und Gold (1989)[4]